# Henry Liddon

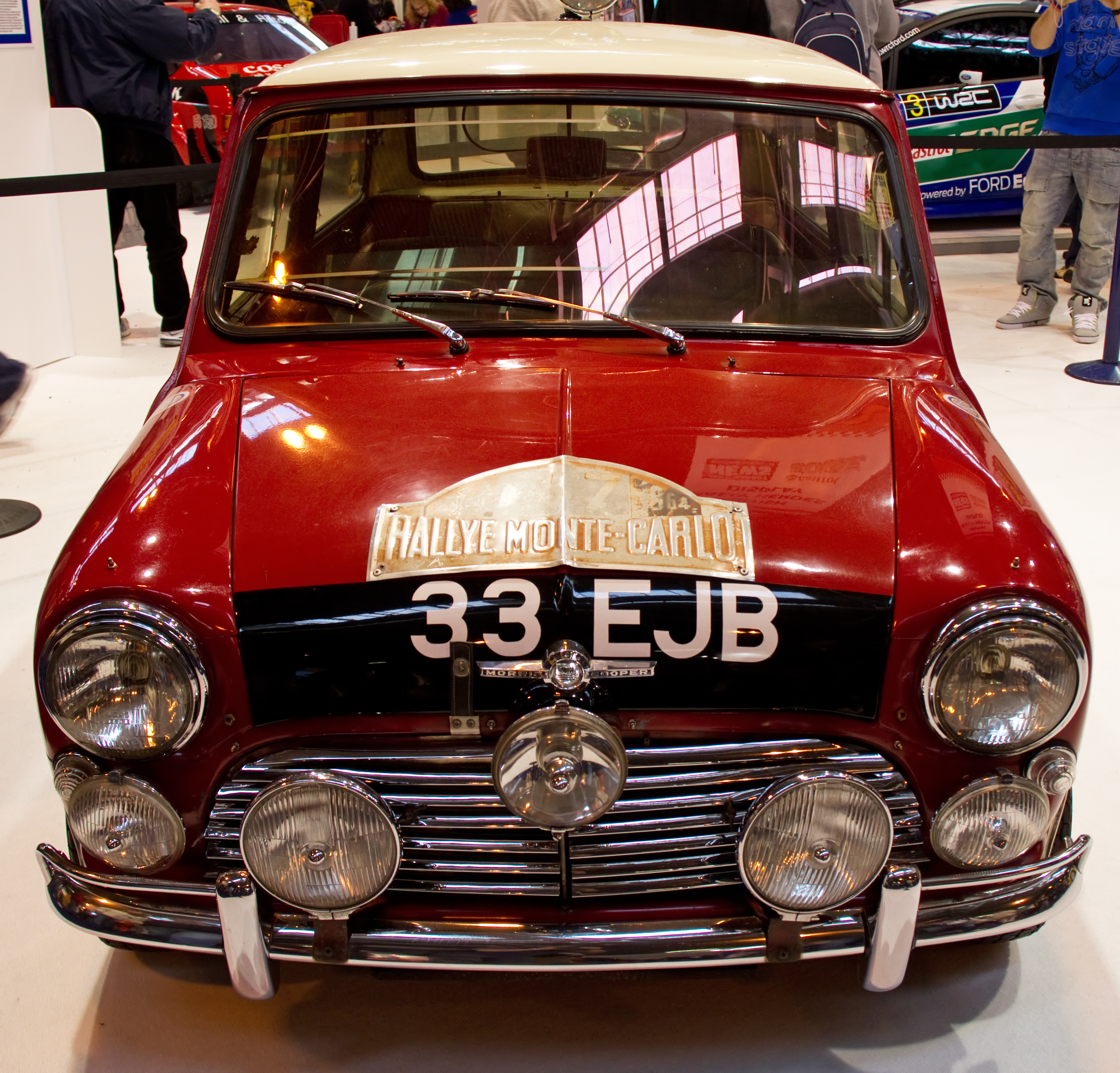
La Mini Cooper de Hopkirk et Liddon victorieuse lors du Monte-Carlo 1964.

Henry Liddon (né le 20 avril 1932 et mort le 23 septembre 1987  à Yamoussoukro, Côte d'Ivoire) est un ancien copilote de rallye britannique.

## Biographie
Il a fait ses débuts en compétition durant les années 1950, et a été le copilote de Paddy Hopkirk, Tony Fall, Roger Clark, Timo Mäkinen (essentiellement), Shekhar Mehta, Ove Andersson, Rauno Aaltonen, Simo Lampinen, Sandro Munari, Hannu Mikkola, Ari Vatanen, Jean-Pierre Nicolas, Will Sparrow, Tapio Rainio… , dans des voitures Austin-BMC, Lancia, Ford, Peugeot, Toyota…
Il a disputé 42 courses en Championnat du monde des rallyes, de 1973 à 1980 (dernier copilote à naviguer Ove Andersson, sur Toyota, en Côte d'Ivoire, avant que celui-ci ne devienne directeur d’équipe à temps plein).
Il meurt durant la première étape Abidjan-Yamoussoukro-Abidjan du 19e Rallye Côte d'Ivoire, dans le crash de l’avion Cessna C340 d'Air Transivoire, loué par TTE-Team Toyota Europe, dont il était devenu le directeur sportif (décès également du copilote Nigel Harris et des deux pilotes de l'avion), alors que Ove Andersson en était le team manager, et que l’équipage Björn Waldegård-Fred Gallagher faisait partie du team.

## Palmarès (victoires en Championnat du monde des rallyes: 5, et en Championnat d'Europe des rallyes: 9)
- Rallye Monte-Carlo : 1964 (avec Paddy Hopkirk, sur Morris Mini Cooper S), et  1967 (avec Rauno Aaltonen) (Championnat d'Europe);
- Rallye autrichien des Alpes : 1964 (avec Paddy Hopkirk, sur Austin Healey 3000), et 1966 (avec Paddy Hopkirk, sur Mini Cooper S);
- Rallye des Tulipes: 1966 (avec Rauno Aaltonen, sur Mini Cooper S) (2e en 1963 avec Paddy Hopkirk);
- Rallye de Tchécoslovaquie: 1966 (avec Rauno Aaltonen, sur Mini Cooper S);
- Rallye Vltava : 1966 (avec Rauno Aaltonen, sur Mini Cooper S);
- Circuit d'Irlande : 1966 (avec Tony Fall, sur Mini Cooper S);
- Rallye du Portugal : 1969 (avec Tony Fall, sur Lancia Fulva - exclus postérieurement pour avoir aidé un équipage féminin en côte...)
- Rallye de l'île de Man : 1971 (avec Roger Clark, sur Ford Escort RS1600);
- Rallye de Hong Kong : 1972 (avec Timo Mäkinen, sur Ford Escort RS);
- RAC Rally : 1973, 1974, et 1975 (triplé avec Timo Mäkinen, sur Ford Escort RS) (Championnat du monde);
- Rallye Arctique : 1973 (avec Timo Mäkinen, sur Ford Escort RS) (Championnat d'Europe);
- Rallye des 1000 lacs : 1973 (avec Timo Mäkinen, sur Ford Escort RS) (Championnat du monde);
- Rallye de Côte d'Ivoire : 1974 et 1976 (avec Timo Mäkinen, sur Peugeot 504 V6);
- Rallye de Madère : 1978 (avec Ari Vatanen, sur Ford Escort RS 2000);
- Rallye de Hesse: 1979 (avec Achim Warmbold, sur Toyota Celica);
  - 2e du rallye des 1000 lacs : 1972 (avec Timo Mäkinen, sur Ford Escort RS) (IMC);
  - 2e du rallye des Tulipes : 1963 (avec Paddy Hopkirk, sur Mini Cooper S);
  - 2e du rallye de Genève : 1966 (avec Tony Fall, sur Mini Cooper S);
  - 3e du Tour de France automobile : 1963 en catégorie Tourisme (avec Paddy Hopkirk, sur Mini Cooper S);
  - 3e du RAC Rally : 1969 (avec Tony Fall, sur Lancia Fulvia HF);
  - 3e du Rallye Londres-Mexico (la Coupe du Monde des Rallyes 1970) (avec Rauno Aaltonen, sur Ford Escort 1850GT);
  - 4e du premier Marathon Londres-Sydney : 1968 (avec Paul de Pâques, sur BMC 1800).